# Mr. and Mrs. Poorluck Separate
Mr. and Mrs. Poorluck Separate è un cortometraggio muto del 1911 diretto da Lewin Fitzhamon.

## Trama
Mr. Poorluck e il suo bambino sono perseguitati dalla moglie e dagli amici.

## Produzione
Il film fu prodotto dalla Hepworth.

## Distribuzione
Distribuito dalla Hepworth, il film - un cortometraggio di 162 metri - uscì nelle sale cinematografiche britanniche nel giugno 1911.
Si conoscono pochi dati del film che, prodotto dalla Hepworth, fu distrutto nel 1924 dallo stesso produttore, Cecil M. Hepworth. Fallito, in gravissime difficoltà finanziarie, il produttore pensò in questo modo di poter almeno recuperare il nitrato d'argento della pellicola.